# Soy Rebelde Tour
A Soy Rebelde Tour foi a quinta e última turnê do grupo pop mexicano, RBD. A turnê marca o reencontro do grupo quinze anos após sua última série de shows e celebra toda a discografia do grupo. Foi anunciada oficialmente em 19 de janeiro de 2023 e é a única turnê do grupo que não contou com a participação do integrante Alfonso Herrera.
Com 54 shows agendados em estádios e arenas, a turnê teve início em 25 de agosto de 2023, no Sun Bowl Stadium em El Paso, Estados Unidos e foi concluída em 21 de dezembro do mesmo ano, no Estádio Azteca na Cidade do México. Tornou-se a segunda turnê de maior bilheteria de todos os tempos por um artista latino, a turnê latina de maior bilheteria de 2023 e a turnê com a maior bilheteria por um grupo latino na história com um faturamento de 231 milhões de dólares.

## Antecedentes
RBD foi um grupo musical que surgiu na telenovela mexicana Rebelde (2004–06), sendo criada pelo produtor Pedro Damián, foi produzida pela empresa Televisa e exibida pelo Canal de Las Estrellas a partir de 4 de outubro de 2004. A telenovela foi protagonizada pelos atores e cantores mexicanos Anahí, Dulce María, Alfonso Herrera, Christopher Uckermann, Maite Perroni e Christian Chávez. O melodrama chegou ao fim em 2 de junho de 2006 após 3 temporadas, e o grupo seguiu com suas as atividades e em 4 anos, lançou cinco álbuns de estúdio em espanhol: Rebelde (2004), Nuestro Amor (2005), Celestial (2006), Empezar Desde Cero (2007) e Para Olvidarte de Mí (2009); três álbuns de estúdio em português: Rebelde: Edição Brasil (2005), Nosso Amor Rebelde (2006) e Celestial: Versão Brasil (2006); um álbum de estúdio em inglês: Rebels (2006); seis álbuns de vídeo: Tour Generación RBD En Vivo (2005), Live in Hollywood (2006), Live in Rio (2007), Hecho en España (2007), Live in Brasília (2009) e Tournée do Adeus (2009) e realizou cinco turnês mundiais. Em 2007, o grupo protagonizou a série mexicana RBD: La Familia, um sitcom que mostra de forma fictícia o cotidiano do grupo. Em 15 de agosto de 2008, o grupo anuncia o fim da banda e em 21 de dezembro do mesmo ano, acontece o último show da carreira em Madrid, na Espanha. O sexto álbum de estúdio, o Para Olvidarte de Mí (2009), marca o último lançamento inédito do sexteto, encerrando definitivamente as atividades em grupo.
Entre 2004 e 2009, o grupo RBD vendeu 15 milhões de álbuns, 4 milhões de ingressos, recebeu duas indicações ao Grammy Latino, múltiplos discos de ouro, platina e diamante, tornando-se um dos maiores atos pop da história da música hispana contemporânea.
Em 26 de dezembro de 2020, quatro de seus seis integrantes se reuniram depois de 12 anos após a última turnê do grupo para realizar um concerto virtual intitulado Ser O Parecer: The Global Virtual Union e lançaram a canção "Siempre He Estado Aquí". Dulce María e Alfonso Herrera não participaram do projeto porque a primeira havia dado à luz a sua primeira filha em dezembro e Herrera estava focado na atuação.

## Anúncio
Em 19 de dezembro de 2022, todos os integrantes – com exceção de Alfonso Herrera – fizeram um blackout em suas redes sociais, onde anunciaram que em 19 de janeiro de 2023 seria realizado um comunicado. Fãs de cidades como Los Angeles, Nova Iorque, Texas, Chicago, São Paulo, Rio de Janeiro e Cidade do México se reuniram em lugares públicos onde um vídeo de 3 minutos transmitido por um telão anunciou a turnê. Foram confirmadas 21 apresentações nos Estados Unidos, três no México e duas no Brasil. Em 20 de janeiro, uma data extra foi adicionada na cidade de Los Angeles. Devido a alta demanda nos Estados Unidos e México, o grupo anunciou em 25 de janeiro, novas datas adicionais em Nova Iorque, Phoenix, Miami, Edinburg, San Diego e Cidade do México. Em 26 de janeiro, mais uma data extra foi adicionada em Los Angeles e São Paulo. Duas novas datas foram anunciadas na Cidade do México e uma em Guadalaraja em 31 de janeiro.
A cidade de Medellín, na Colômbia, foi incluída na turnê em 13 de fevereiro, sendo a primeira vez que o grupo retorna ao país desde a sua única passagem em 2005 com a Tour Generación RBD. Uma segunda data extra em Medellín foi adicionada em 15 de fevereiro. Após dois shows esgotados na Colômbia, o grupo incluiu mais duas datas extras, totalizando 4 apresentações no país. Em 23 de março, uma terceira data – 12 de dezembro – foi adicionada em Monterrey, no México.
Após 4 apresentações confirmadas no Brasil, o grupo RBD anunciou em 27 de março de 2023 mais 4 datas devido a alta demanda. O show que estava programado para acontecer em 19 de novembro no Rio de Janeiro, foi reagendado para 10 de novembro, abrindo uma data extra no dia 9 do mesmo mês. Em São Paulo, o grupo adicionou duas novas datas em 12 e 13 de novembro no estádio do Morumbi, enquanto em 19 de novembro, uma data extra foi adicionada ao Allianz Parque. Em 11 de agosto de 2023, o grupo RBD participou do reality show La Casa de los Famosos México, onde confirmou que o último concerto da turnê será realizado em 21 de dezembro de 2023 – exatamente 15 anos após a última apresentação da carreira – no Estádio Azteca.

### Venda de ingressos
No México e nos Estados Unidos, a pré-venda foi realizada pelo banco Citibanamex. No Brasil, os ingressos começaram a ser vendidos no dia 24 de janeiro de 2023 apenas para clientes exclusivos do cartão BRB. Todos os ingressos de pré-venda disponíveis esgotaram em 6 minutos após a abertura em São Paulo e no Rio de Janeiro. A partir de 27 de janeiro, foi aberta a venda para o público geral. Dias após o início das vendas no Brasil, a empresa Eventim foi notificada judicialmente para que se explicasse sobre supostas irregularidades nas vendas de ingressos online e em pontos físicos. A empresa respondeu dizendo que "limitou a venda a quatro ingressos por pessoa" no show de RBD, e que "é contra a atividade de cambistas". Em 23 de agosto, a empresa Live Nation Brasil disponibilizou novos ingressos para todas as apresentações realizadas no Rio de Janeiro e em São Paulo.

## Desenvolvimento

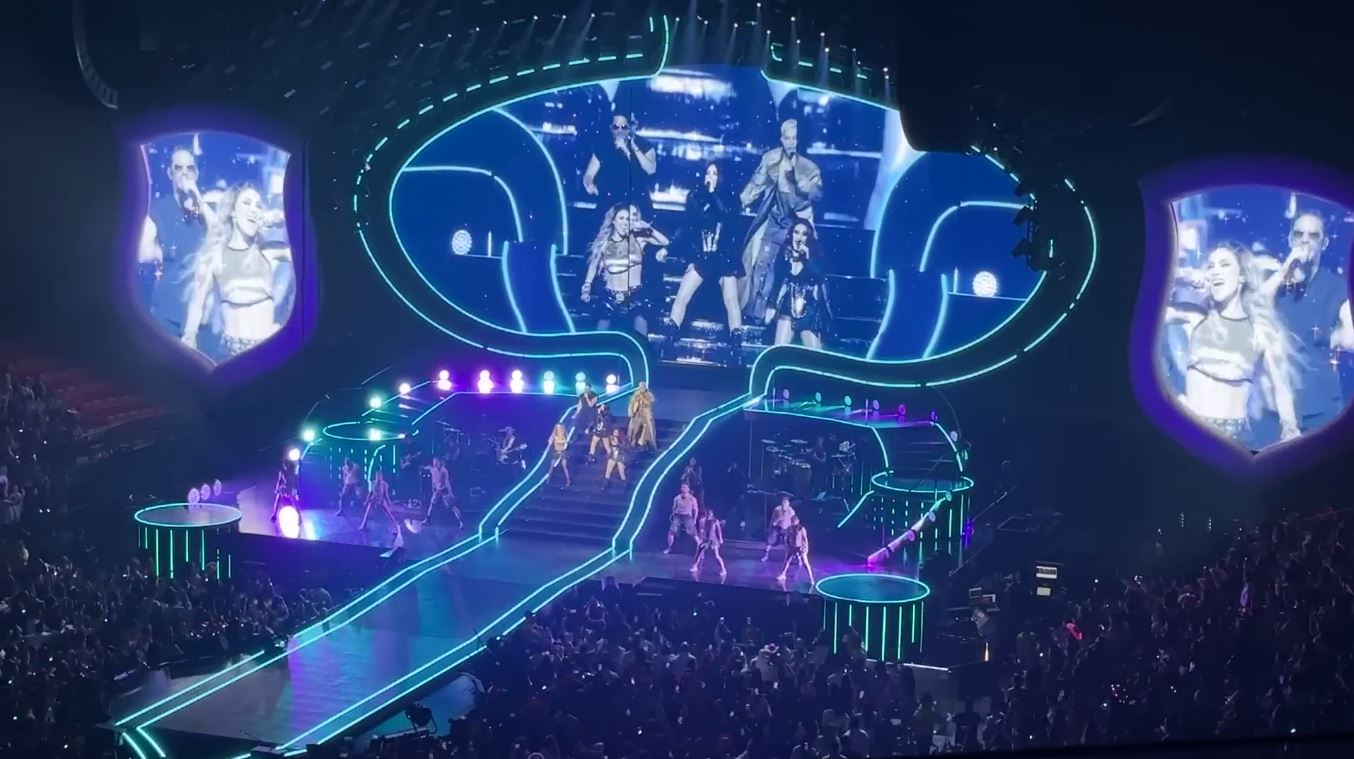
O grupo interpretando a canção "Celestial" em Atlanta, Estados Unidos.

Durante uma entrevista, Maite Perroni revelou que a ideia da turnê surgiu durante a festa de seu casamento em outubro de 2022. Perroni anunciou em 6 de janeiro de 2023 sua primeira gravidez, em entrevista, a intérprete informou que sua filha estará com três meses quando a digressão iniciar e confirmou que estará presente em todos os shows da turnê. Ainda em janeiro de 2023, o cantor mexicano Christian Chávez concedeu uma entrevista para a revista Vogue Brasil e confirmou que cada apresentação terá 2h30 de duração, sendo o show mais longo da carreira do grupo.

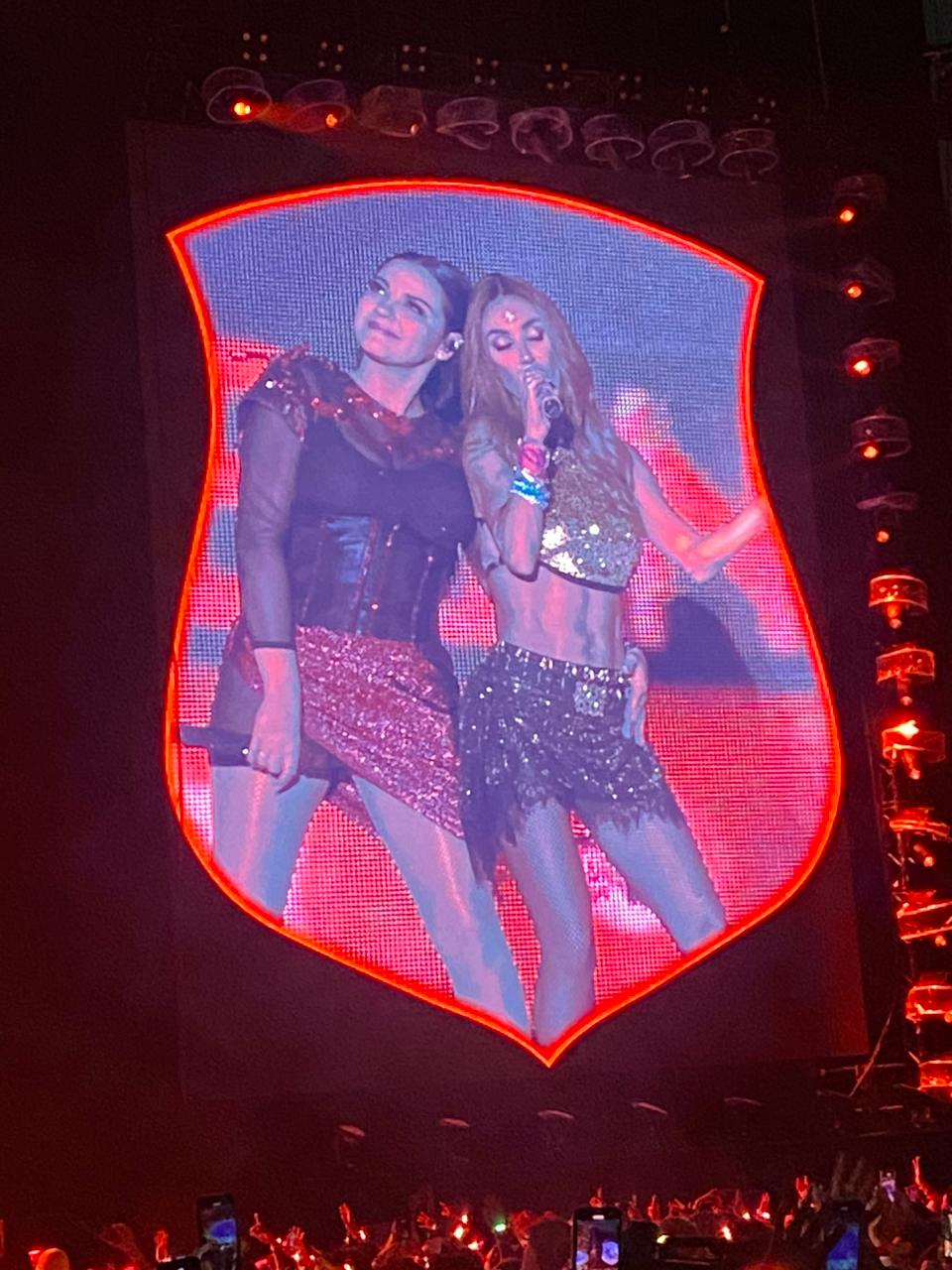
Os telões laterais tem o formato de escudo em referência a logomarca original do RBD.

Em 23 de fevereiro de 2023, o grupo lançou uma nova versão da canção "Siempre He Estado Aquí" com os vocais adicionais de Dulce María. Em maio, o empresário da banda e diretor criativo da turnê, Guillermo Rosas, concedeu uma entrevista para o apresentador Jessie Cervantes no podcast Contenido Extra e revelou que o grupo lançará alguns canções inéditas e um novo álbum antes da estreia da turnê. A cantora Anahí anunciou em 16 de junho, que a turnê terá um registro audiovisual na Cidade do México. Em 21 de junho, Anahí publicou em suas redes sociais que machucou o ouvido ao realizar um molde do fone de ouvido in ear que será usado na turnê. Anahí explicou que após secar o molde em seu ouvido, o profissional que realizara o procedimento puxou-o de maneira equivocada deixando o tímpano da cantora mexicana em carne viva.
Os ensaios para a turnê começaram oficialmente em 27 de junho de 2023, após o cantor Christian Chávez publicar registros em suas redes sociais. Em parceria com a empresa francesa L'Oréal e com a marca Garnier, a cantora Dulce María mudou de visual e voltou a usar o cabelo da cor vermelha, como quando utilizava entre 2005 e 2009. A cantora publicou a notícia em 3 de agosto de 2023, dias antes da estreia da turnê. Em 17 de agosto, a RBD lançou a primeira canção inédita desde 2020, intitulada "Cerquita de Ti". Durante uma entrevista, o stylist do grupo, Gustavo Matta, informou que os integrantes terão em cada apresentação, 4 trocas de figurino. Durante a estreia da turnê, foi confirmado que um documentário intitulado The RBD Project mostrando os bastidores da turnê estava sendo gravado.

## Sinopse do concerto
O show tem aproximadamente duas horas e meia de duração, sendo o concerto mais longo da carreira de grupo. O show conta com 34 canções apresentadas e cerca de 6 trocas de figurinos. Os 6 atos presentes no concerto são:

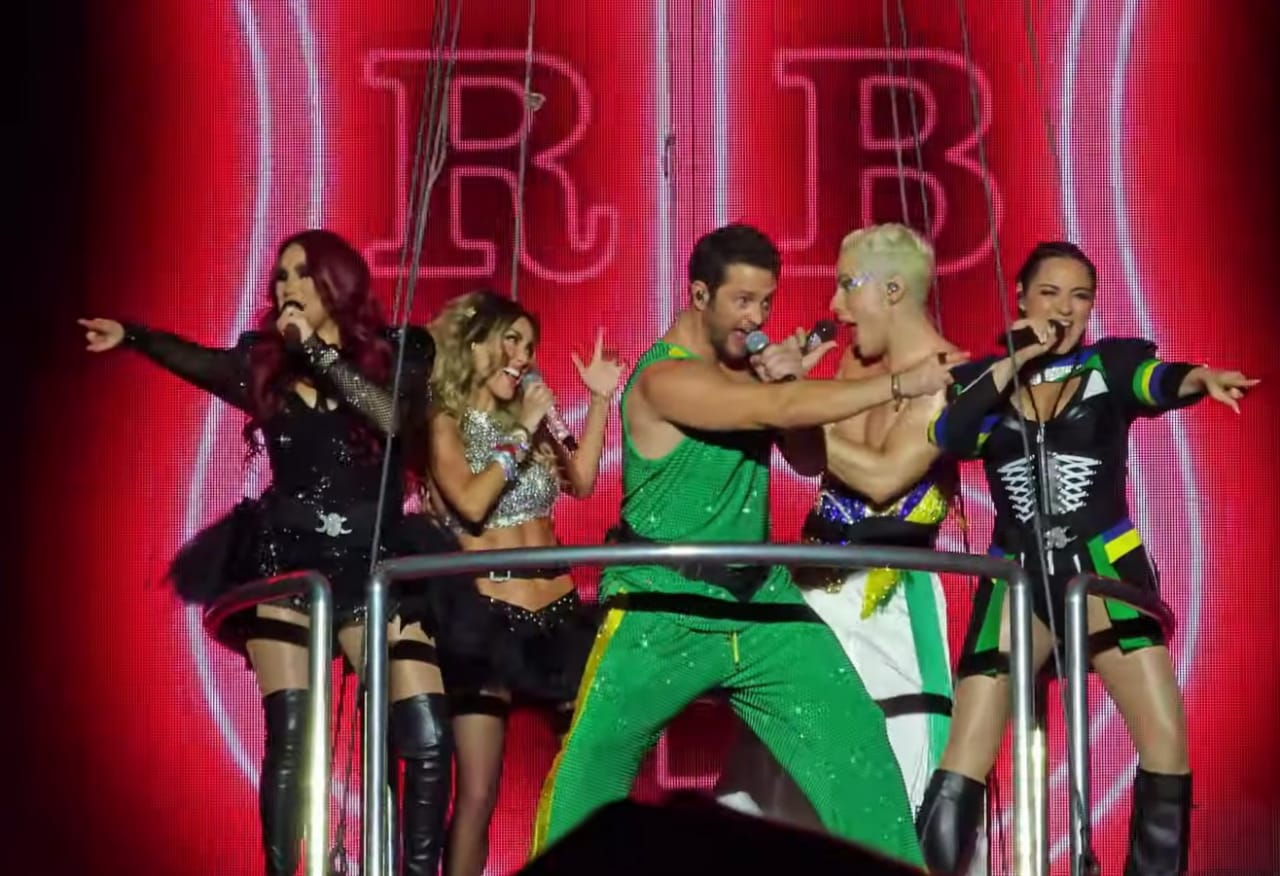
A banda durante a abertura do show em "Tras de Mí" no Rio de Janeiro, Brasil. (09.11.2023)

- Bloco 1: O show inicia com imagens do planeta Terra no telão em paralelo a um discurso dos cinco integrantes ao fundo, e em seguida, uma lua cheia aparece com o simbolo do RBD, causando uma explosão. O telão abre com o grupo suspenso em uma plataforma elevada interpretando a canção "Tras de Mí". Em seguida, o grupo interpreta a canção "Un Poco de Tu Amor", com novos arranjos e coreografia. Os integrantes sentam na escada e fazem um breve agradecimento antes de interpretar a inédita canção "Cerquita de Ti". A última canção do bloco é "Aún Hay Algo", ganhando uma nova coreografia.[85]
- Bloco 2: Anahí, Maite Perroni e Dulce María surgem do elevador superior interpretando a canção "Otro Día Que Va", enquanto no telão são transmitidas imagens em tempo real das interpretes em preto e branco. O primeiro medley do concerto é o Mujeres com as canções "Asi Soy Yo": canção interpretada por Anahí com o apoio vocal de Dulce e Maite no refrão e do corpo de balé exclusivamente feminino; "Cuando El Amor Se Acaba", canção interpretada por Maite Perroni que ganhou novos arranjos. O medley finaliza com "Fuego", canção de Dulce María, alterando a iluminação do cenário para o vermelho com imagens de fogos no telão. A canção "Inalcanzable" ganhou apenas os vocais de Christopher Uckermann, que surge suspenso em uma plataforma no formato de raio até chegar ao piano no segundo andar do cenário, encerrando a canção na passarela.[86]
- Bloco 3: O Medley Eras – que passa por todos os álbuns em língua hispânica – abre o bloco com "Tenerte y Quererte", mostrando no telão imagens dos integrantes utilizando o uniforme usado no primeiro álbum da banda, lançado em 2004; seguida por "Me Voy", o grupo mantém a coreografia original da canção e adiciona novos passos; "Dame" ganha nova coreografia e o verso rap da canção é interpretado apenas por Christopher Uckermann; Maite Perroni e Christian Chávez ganham novas estrofes em "Y No Puedo Olvidarte" enquanto o símbolo usado na arte da capa do álbum Empezar Desde Cero é executado no telão; e "Para Olvidarte de Mí" encerra o medley, sendo interpreta na passarela com os cinco integrantes lado a lado cantando em um pedestal. A canção "Enséñame" ganha uma coreografia com o corpo de balé masculino (posteriormente passou a ser com o balé feminino) acompanhando as interpretes. Na canção "Qué Hay Detrás", o simbolo do RBD no formato de metal é integrado a coreografia. Antes de interpretar o mashup de "Quisiera Ser" e "I Wanna Be the Rain" sentado em um trono, Christian Chávez faz um discurso em apoio a comunidade LGBT.[87][88] Em alguns shows, o mashup foi substituído pela canção "Tu Amor", onde Christian Chávez interpreta usando um figurino tradicional de mariachi na cor rosa em companhia de um grupo de música mariachi.[89]
- Bloco 4: A canção "Celestial" abre o bloco com os integrantes interpretando-a diretamente da escada do segundo andar do cenário com figurinos que remetem a Era do álbum homônimo. O RBD performa "Bésame Sin Miedo" com a coreografia original e no telão é mostrado a frase "Kiss Cam", onde o público pode ter a oportunidade de beijar quem está ao seu lado e aparecer no telão. Mantendo a o arranjo e coreografia original da canção, em "Ser o Parecer" é exibido no telão imagens de prédios, fazendo referência ao vídeo musical da canção. As canções "Futuro Ex-Novio" e "Que Fue del Amor" fizeram parte do Medley Hombres, onde a primeira ganhou uma coreografia.[90]
- Bloco 5: Dulce María interpreta a canção "No Pares" sentada em uma plataforma suspensa no formato de um símbolo da paz vermelho que a leva até a passarela, onde finaliza a canção. Em seguida, inicia a canção "Este Corazón", Christian Chávez interpretou o verso que seria do ex-integrante Alfonso Herrera, e Maite Perroni recebeu destaque durante o ponte. Ao final da canção, os integrantes solicitam que o público bata o pé com a o braço direito levantado em referência a batidas do coração. A canção "Siempre He Estado Aquí" ganhou novos arranjos e em seguida é apresentada a banda da turnê ao som de "Era La Música", "Wanna Play" e "Cariño Mío". Uma caixa com um pano branco surge no palco superior, o arranjo começa e Maite Perroni surge atrás da caixa onde reflete apenas sua sombra em jogo de luz, a cantora rasga o pano e a canção "Empezar Desde Cero" começa.[91]

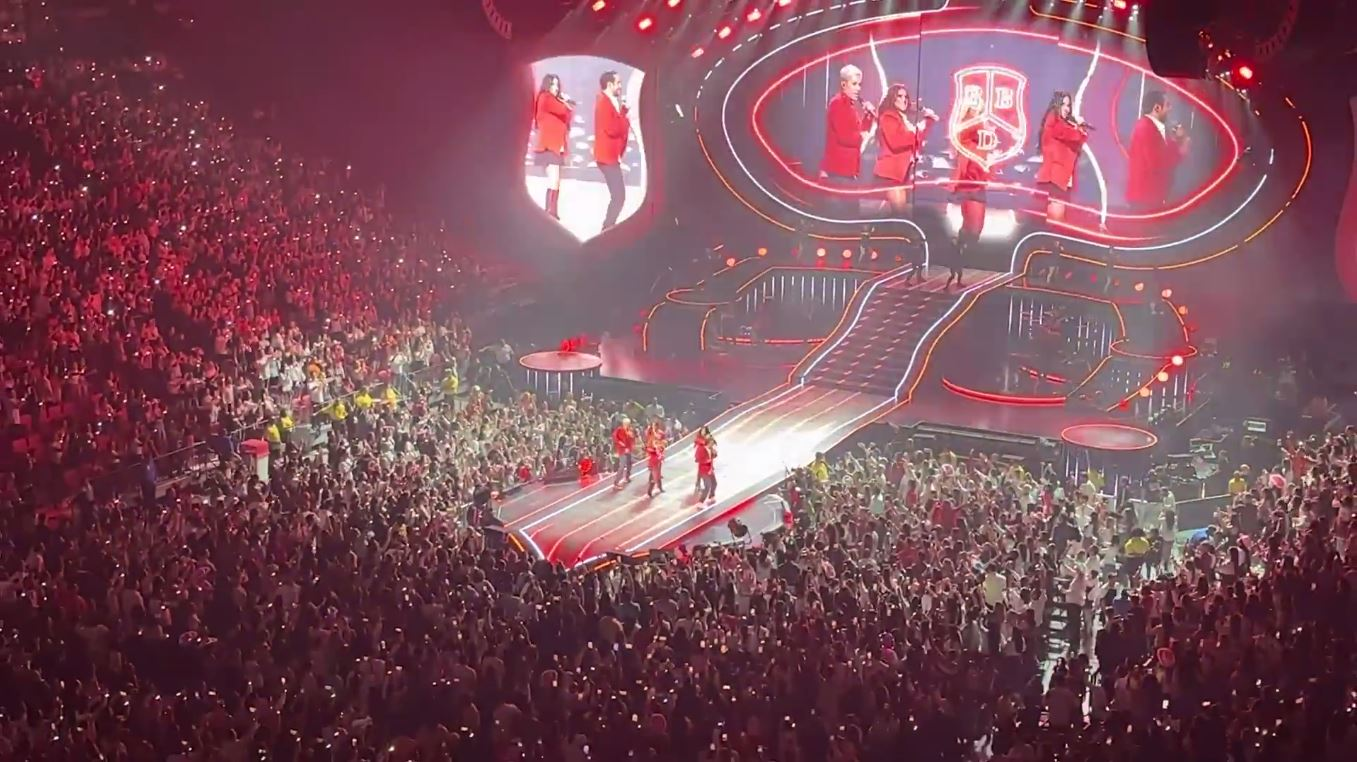
O grupo durante a canção "Rebelde" em Atlanta, Estados Unidos.

- Bloco 6: Este bloco inicia com o último medley do concerto, intitulado "Baladas", onde os integrantes interpretam as canções "Una Canción", "A Tu Lado", "Quizá" e "Adiós" no inicio da passarela sentados em rochas em frente a uma fogueira. Nos shows da América Latina as rochas foram substituídas pelos pedestais. A seguinte canção do bloco é "Sólo Quédate en Silencio", ao final do ponte, o grupo interrompe a canção "pedindo" para o público também parar de cantar por 5 segundos, retornando a canção em seguida. Vestindo um look rosa e com chapéu, Anahí surge em uma plataforma suspensa no formato de estrela interpretando a canção "Sálvame". Nas primeiras apresentações, Anahí performou a canção sob um globo suspenso e também em algumas ocasiões apenas no palco. Com uma nova coreografia, a penúltima canção é "Nuestro Amor". Manequins vestindo o famoso blazer vermelho utilizado na telenovela Rebelde surge no palco, enquanto o grupo aparece vestindo apenas uma camisa social branca. Eles se aproximam dos manequins e vestem o blazer. A canção "Rebelde" começa, a passarela de LED em formato de gravata ganha forma e a coreografia original é mantida. Ao final, um vídeo mostra a trajetória do grupo no telão e papel picado em formato de gravata caem sobre o público.[92]

## Transmissões e gravações
Em 25 de dezembro de 2023, foi lançado o documentário e concerto Por Siempre RBD produzido pelo serviço de streaming latino Vix com direção de Eulalio Favela Zubiate, o documentário contém entrevistas com os integrantes e apresentações do concerto realizado em 2 de dezembro no Foro Sol e no Estádio Azteca, ambos na Cidade do México.

## Recepção

### Da crítica

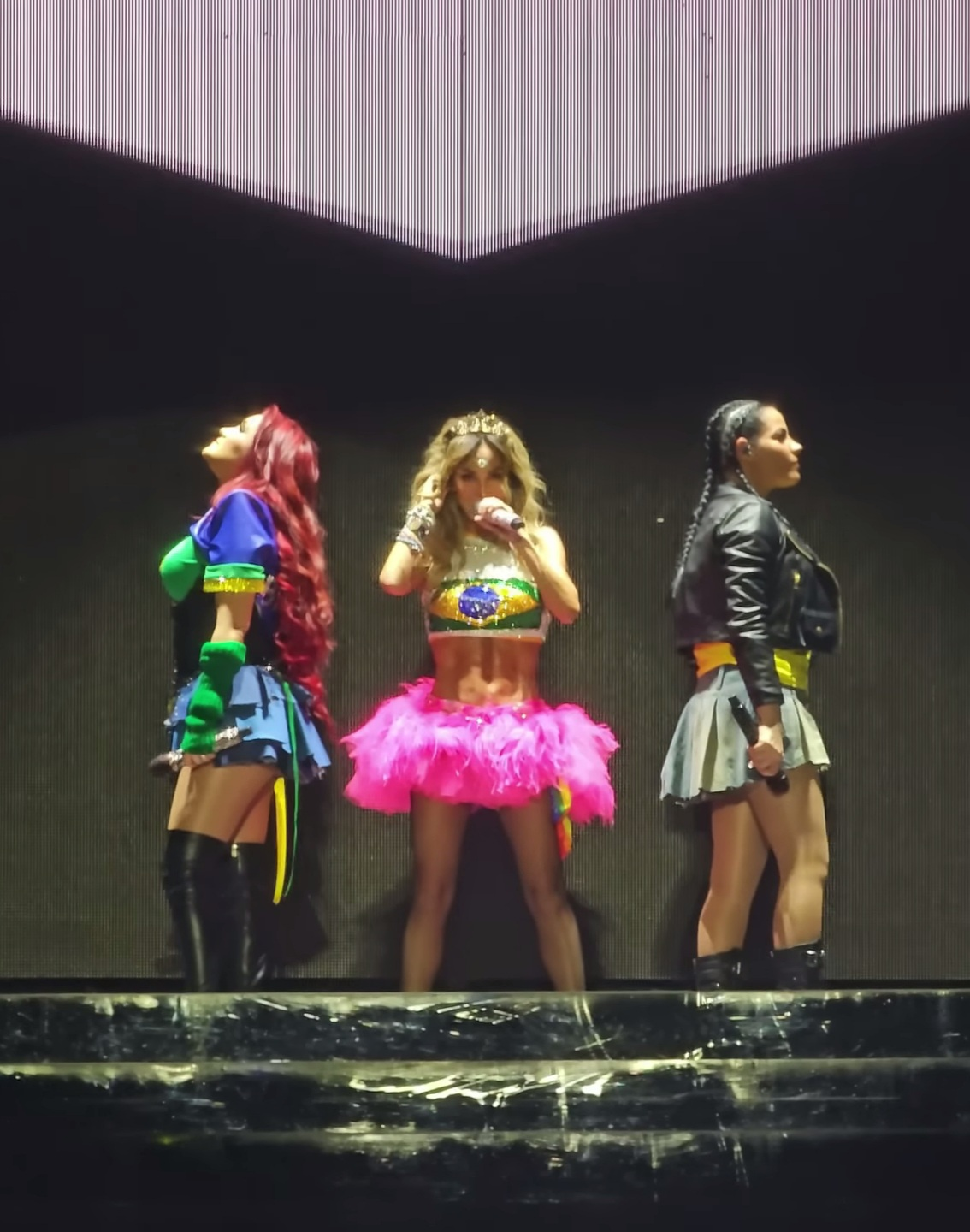
Dulce María, Anahí e Maite Perroni durante a canção "Otro Día Que Va" no Rio de Janeiro, Brasil. (09.11.2023)

Para Claudia Pacheco Ocampo da revista mexicana Quién, o RBD "voltou com éxito aos palcos musicais diante de 50 mil fanáticos (...) O primeiro show do grupo mexicano começou com todos descendo de uma plataforma, causando a euforia de seus fãs que aguardavam ansiosos por esse momento histórico". O portal brasileiro Gshow destacou que a estreia da turnê foi um sucesso e que "[o show] tem a história do grupo, um setlist recheado de sucessos, trocas de figurinos, coreografias com direito a bailarinos, uma estrutura metálica em que eles descem para o palco na canção "Tras de Mí" e um cenário todo iluminado". Marcela Rodrigues, escrevendo para o The Dallas Morning News, destacou Christopher vestindo uma camisa do Texas Rangers e Dulce María se dirigindo às mulheres do Texas e falando sobre a bravura e a força das mulheres como um dos momentos memoráveis do show realizado em Arlington.
Teresa Aranguez do portal mexicano People en Español e Izabella Arouca do portal brasileiro Hugo Gloss destacaram que o ponto alto do show aconteceu durante a performance de Anahí em "Sálvame". O site mexicano Vogue destacou os figurinos usados pelos integrantes por utilizarem algumas referências à looks usados entre 2004 e 2008. Oscar Areliz do site norte-americano Pollstar explicou que a estreia da turnê em El Paso "foi intencional, pois a banda queria simbolicamente ter as duas culturas [mexicana e americana] unidas em um só lugar para desfrutar de uma forte dose de nostalgia". Sobre os figurinos da turnê, Frank Rojas do The New York Times argumentou que "em meio a um mar de gravatas vermelhas e saias jeans, cowgirls espalhadas em rosa mostravam que o grupo era mais do que a elegância do internato. Os looks faziam alusão à balada "Sálvame", do RBD, que figurou em um episódio de 2005 em que Mía Colucci, interpretada pela atriz Anahí, ostenta um chapéu de cowgirl rosa cravo e uma jaqueta de neve combinando enquanto grava o videoclipe da música".
Para o colunista brasileiro Guilherme Silva do portal S4, a turnê "não é apenas um concerto; é um portal para o passado, permitindo que os fãs revivam a emoção que sentiram durante a era de ouro da banda (...) e [a Soy Rebelde Tour] representa mais do que um retorno triunfante; é uma celebração da nostalgia que transcende gerações". Escrevendo para o portal brasileiro LatinPop, Priscila Bertozzi destacou os "vocais impecáveis, coreografias e uma infraestrutura que colocou todas as turnês anteriores do RBD no bolso".
A jornalista Stephanie Rodrigues do portal brasileiro G1 declarou que o show mostra "a potência da sua música, que vai além de questões técnicas de produção".

### Comercial

O grupo interpretando a canção "Para Olvidarte de Mí" em El Paso, Estados Unidos. (25.08.2023)

A turnê tornou-se imediatamente um sucesso de vendas, chegando a anunciar seis datas consecutivas no Foro Sol, dando assim o recorde de ser o primeiro grupo da história a lotar o importante palco mexicano seis noites seguidas. As vendas gerais dos ingressos começaram em 27 de janeiro de 2023 e em menos de 24 horas, o grupo vendeu 800 mil ingressos nas 26 apresentações iniciais nos Estados Unidos, México e Brasil. Na Cidade do México, o grupo superou o recorde de shows de cantores como Bad Bunny e Daddy Yankee em uma única turnê.
Em 16 de fevereiro de 2023, já havia sido vendido 1,5 milhão de ingressos, sendo sold out em todos os 54 shows da turnê. A produtora Live Nation Brasil confirmou em 31 de março, que todos os 8 shows agendados no Brasil haviam sido esgotados. O grupo alcançou a marca de mais de 440 mil ingressos vendidos apenas no Brasil, superando o público da primeira turnê do sexteto no país em 2006, na Tour Generación RBD, com cerca de 280 mil ingressos vendidos em 13 apresentações. Em novembro de 2023, foi noticiado pelo Touring Data, que a turnê havia se tornado a maior em faturamento de um grupo nos Estados Unidos, superando o recorde da Where We Are Tour do grupo britânico One Direction. De acordo com a Billboard, foi turnê com maior bilheteria no mês de novembro a nível mundial, foram 734 mil ingressos vendidos e uma arrecadação de US$ 71,1 milhões entre 3 e 30 de novembro, uma média de mais de 43 mil ingressos por show. Segundo a revista norte-americana Pollstar, a turnê se consagrou como a décima digressão de maior arrecadação nos Estados Unidos, sendo o único artista mexicano na lista e o segundo artista latino, atrás apenas da cantora colombiana Karol G. De acordo com a Touring Data em maio de 2024, a digressão se tornou a turnê com a maior bilheteria por um grupo latino na história. Em 17 de dezembro de 2024, a Billbord listou as 10 turnês mais lucrativas de 2024 – shows reportados entre 1º de outubro de 2023 à 30 de setembro de 2024 – e a Soy Rebelde Tour ocupou a quarta posição.

### Recordes e conquistas
| Datas (2023)                             | Local                          | País           | Descrição                                                                                        | Ref.                            |
| ---------------------------------------- | ------------------------------ | -------------- | ------------------------------------------------------------------------------------------------ | ------------------------------- |
| 25 de agosto–21 de dezembro              | Mundo                          | Mundo          | Turnê com a maior bilheteria por um grupo latino na história.                                    | [ 12 ]                          |
| 25 de agosto–21 de dezembro              | Mundo                          | Mundo          | Turnê latina de maior bilheteria de 2023.                                                        | [ 12 ]                          |
| 25 de agosto–22 de outubro               | Estados Unidos                 | Estados Unidos | Turnê de maior bilheteria que um grupo já realizou na história do país.                          | [ 123 ]                         |
| 25 de agosto–22 de outubro               | Estados Unidos                 | Estados Unidos | Turnê de maior bilheteria que um grupo já realizou na história do país.                          | [ 124 ]                         |
| 25 de agosto–22 de outubro               | Estados Unidos                 | Estados Unidos | Décima turnê de maior bilheteria de 2023 no país.                                                | [ 125 ]                         |
| 31 de agosto–1 de setembro               | Madison Square Garden          | Estados Unidos | Primeiro artista mexicano a realizar dois shows em uma única turnê.                              | [ 102 ]                         |
| 6 e 7 de setembro                        | Guaranteed Rate Field          | Estados Unidos | Primeiro ato de língua espanhola a realizar duas datas esgotadas consecutivas.                   | [ 126 ]                         |
| 12 e 13 de setembro                      | Desert Diamond Arena           | Estados Unidos | Primeiro ato de língua espanhola a realizar duas datas esgotadas consecutivas.                   | [ 127 ]                         |
| 18–20 de outubro                         | BMO Stadium                    | Estados Unidos | Primeiro ato na história a realizar três shows em uma única turnê.                               | [ 128 ] [ 129 ]                 |
| 18–20 e 22 de outubro                    | BMO Stadium                    | Estados Unidos | Primeiro ato na história a realizar quatro shows em uma única turnê.                             | [ 128 ] [ 129 ]                 |
| 18–20 e 22 de outubro                    | BMO Stadium                    | Estados Unidos | Primeiro ato de língua espanhola a realizar quatro shows em uma única turnê.                     | [ 128 ] [ 129 ]                 |
| 18–20 e 22 de outubro                    | BMO Stadium                    | Estados Unidos | Turnê de um ato de língua espanhola a esgotar os ingressos mais rapidamente da história do país. | [ 128 ] [ 129 ]                 |
| 3–6 de novembro                          | Estádio Atanasio Girardot      | Colômbia       | Primeiro ato na história a realizar quatro shows em uma única turnê.                             | [ 130 ] [ 131 ]                 |
| 3–6 de novembro                          | Estádio Atanasio Girardot      | Colômbia       | Maior número de shows esgotados em uma única turnê.                                              | [ 130 ] [ 131 ]                 |
| 3–6 de novembro                          | Estádio Atanasio Girardot      | Colômbia       | Turnê de shows que esgota seus ingressos mais rapidamente da história do país.                   | [ 130 ] [ 131 ]                 |
| 3–6 de novembro                          | Estádio Atanasio Girardot      | Colômbia       | Turnê com maior demanda no país: 685 mil pessoas na fila virtual para compra de ingressos.       | [ 132 ]                         |
| 9–19 de novembro                         | Brasil                         | Brasil         | Turnê com maior demanda no país: 700 mil pessoas na fila virtual para compra de ingressos.       | [ 133 ] [ 134 ]                 |
| 9 e 10 de novembro                       | Estádio Olímpico Nilton Santos | Brasil         | Primeiro ato de língua espanhola na história a realizar dois shows em uma única turnê.           | [ 135 ]                         |
| 12 e 13 de novembro                      | Estádio do Morumbi             | Brasil         | Primeiro ato de língua espanhola na história a realizar dois shows em uma única turnê.           | [ 136 ]                         |
| 16–19 de novembro                        | Allianz Parque                 | Brasil         | Primeiro ato internacional na história a realizar três shows em uma única turnê.                 | [ 137 ]                         |
| 16–19 de novembro                        | Allianz Parque                 | Brasil         | Maior número de shows contínuos de um ato internacional em uma única turnê.                      | [ 138 ]                         |
| 16–19 de novembro                        | Allianz Parque                 | Brasil         | Maior número de shows esgotados de um ato internacional em uma única turnê.                      | [ 138 ]                         |
| 16–19 de novembro                        | Allianz Parque                 | Brasil         | Primeiro ato internacional na história a realizar quatro shows em uma única turnê.               | [ 138 ]                         |
| 23 e 24 de novembro 12 de dezembro       | Estádio Mobil Super            | México         | Primeiro ato na história a realizar três shows em uma única turnê.                               | [ 139 ]                         |
| 30 de novembro, 1–3, 16 e 17 de dezembro | Foro Sol                       | México         | Maior número de shows esgotados em uma única turnê.                                              | [ 140 ] [ 111 ] [ 141 ] [ 142 ] |
| 30 de novembro, 1–3, 16 e 17 de dezembro | Foro Sol                       | México         | Primeiro ato na história a realizar seis shows em uma única turnê.                               | [ 140 ] [ 111 ] [ 141 ] [ 142 ] |

### Prêmios e indicações
| Ano  | Premiação                    | Categoria                      | Resultado | Ref.            |
| ---- | ---------------------------- | ------------------------------ | --------- | --------------- |
| 2023 | Billboard Music Awards       | Melhor Artista Latino em Turnê | Indicado  | [ 143 ] [ 144 ] |
| 2024 | Pollstar Awards              | Turnê Latina do Ano            | Indicado  | [ 145 ]         |
| 2024 | Premio Lo Nuestro            | Turnê do Ano                   | Indicado  | [ 146 ]         |
| 2024 | Latin American Music Awards  | Turnê do Ano                   | Venceu    | [ 147 ] [ 148 ] |
| 2024 | Prêmios MTV MIAW             | Evento do Ano                  | Indicado  | [ 149 ] [ 150 ] |
| 2024 | Billboard Latin Music Awards | Turnê do Ano                   | Indicado  | [ 151 ] [ 152 ] |

### Homenagens
- O prefeito de El Paso, Oscar Leeser, decretou o dia 25 de agosto como o "RBD Day" em razão da estreia da turnê na cidade nesta data.[153][154]
- O Madison Square Garden, em Nova Iorque, homenageou o grupo com um reconhecimento em razão dos dois shows esgotados.[155]

## Repertório
1. "Tras de Mí"
2. "Un Poco de Tu Amor"
3. "Cerquita de Ti"
4. "Aún Hay Algo"
5. "Otro Día Que Va"
6. "Así Soy Yo" / "Cuando El Amor Se Acaba" / "Fuego"
7. "Inalcanzable"
8. "Tenerte y Quererte" / "Me Voy" / "Dame" / "Y No Puedo Olvidarte" / "Para Olvidarte de Mí"
9. "Enséñame"
10. "Qué Hay Detrás"
11. "Quisiera Ser" / "I Wanna Be the Rain"[a]
12. "Celestial"
13. "Bésame Sin Miedo"
14. "Ser o Parecer"
15. "Futuro Ex-Novio" / "Que Fue del Amor"
16. "No Pares"
17. "Este Corazón"
18. "Siempre He Estado Aquí"
19. "Empezar Desde Cero"
20. "Una Canción" / "A Tu Lado" / "Quizá" / "Adiós"
21. "Sólo Quédate en Silencio"
22. "Sálvame"
23. "Nuestro Amor"
24. "Rebelde"

- O Medley Baladas foi apresentado apenas em El Paso, Houston, Nova Iorque, Fairfax, Greensboro, Atlanta, Edinburg, Medellin (6 de novembro), Rio de Janeiro, São Paulo, Monterrey (24 de novembro e 12 de dezembro), Guadalajara e Cidade do México.[156][157]
- Nos shows dos dias 16 e 17 de novembro em São Paulo, "Sálvame" foi apresentada antes de "Otro Día Que Va".
- No show realizado em 17 de novembro em São Paulo, Anahí não se apresentou nas canções "Una Canción", "A Tu Lado", "Quizá", "Adiós", "Solo Quédate en Silencio", "Nuestro Amor" e "Rebelde", devido à fortes dores em razão de uma infecção grave nos rins, tendo que deixar o show após a canção "Siempre He Estado Aquí".[158]
- Anahí não esteve presente no show do dia 18 de novembro, em São Paulo, devido ter sido hospitalizada em razão de uma infecção grave nos rins, e "Sálvame" e "Enséñame" não foram apresentadas.[159] Christian Chávez substituiu Anahí nas canções "Otro Día Que Va" e "Así Soy Yo".[160]

Ao longo da turnê, Christian Chávez interpretou a canção "Tu Amor" no lugar do mashup "Quisiera Ser / I Wanna Be The Rain", em:
- 1 de setembro — Nova Iorque
- 7 de setembro — Chicago
- 8 de setembro — Chicago
- 14 de setembro — Las Vegas
- 22 de setembro — Miami
- 30 de setembro — Arlington
- 8 de outubro — São Francisco
- 18 de outubro — Los Angeles
- 19 de outubro — Los Angeles
- 22 de outubro — Los Angeles
- 4 de novembro — Medellín
- 5 de novembro — Medellín
- 10 de novembro — Rio de Janeiro
- 13 de novembro — São Paulo
- 17 de novembro — São Paulo
- 18 de novembro — São Paulo
- 24 de novembro — Monterrey
- 26 de novembro — Guadalajara
- 30 de novembro — Cidade do México
- 1 de dezembro — Cidade do México
- 2 de dezembro — Cidade do México
- 3 de dezembro — Cidade do México
- 12 de dezembro — Monterrey
- 16 de dezembro — Cidade do México
- 17 de dezembro — Cidade do México
- 21 de dezembro — Cidade do México

## Datas
| Data                   | Cidade           | País           | Local                          | Público               | Receita        |
| ---------------------- | ---------------- | -------------- | ------------------------------ | --------------------- | -------------- |
| 25 de agosto de 2023   | El Paso          | Estados Unidos | Sun Bowl Stadium               | 34,185 / 34,185       | US$6,683,189   |
| 27 de agosto de 2023   | Houston          | Estados Unidos | Minute Maid Park               | 41,100 / 41,100       | US$9,991,784   |
| 31 de agosto de 2023   | Nova Iorque      | Estados Unidos | Madison Square Garden          | 27,882 / 27,882       | US$8,588,037   |
| 1 de setembro de 2023  | Nova Iorque      | Estados Unidos | Madison Square Garden          | 27,882 / 27,882       | US$8,588,037   |
| 2 de setembro de 2023  | Fairfax          | Estados Unidos | EagleBank Arena                | 7,984 / 7,984         | US$2,652,229   |
| 3 de setembro de 2023  | Greensboro       | Estados Unidos | Greensboro Coliseum Complex    | 14,241 / 14,241       | US$3,634,079   |
| 7 de setembro de 2023  | Chicago          | Estados Unidos | Guaranteed Rate Field          | 63,763 / 63,763       | US$13,177,722  |
| 8 de setembro de 2023  | Chicago          | Estados Unidos | Guaranteed Rate Field          | 63,763 / 63,763       | US$13,177,722  |
| 10 de setembro de 2023 | Denver           | Estados Unidos | Ball Arena                     | 13,136 / 13,136       | US$3,914,603   |
| 12 de setembro de 2023 | Glendale         | Estados Unidos | Desert Diamond Arena           | 26,614 / 26,614       | US$6,501,532   |
| 13 de setembro de 2023 | Glendale         | Estados Unidos | Desert Diamond Arena           | 26,614 / 26,614       | US$6,501,532   |
| 14 de setembro de 2023 | Las Vegas        | Estados Unidos | MGM Grand Garden Arena         | 12,303 / 12,303       | US$3,424,124   |
| 21 de setembro de 2023 | Miami            | Estados Unidos | Kaseya Center                  | 26,089 / 26,089       | US$7,528,910   |
| 22 de setembro de 2023 | Miami            | Estados Unidos | Kaseya Center                  | 26,089 / 26,089       | US$7,528,910   |
| 23 de setembro de 2023 | Orlando          | Estados Unidos | Amway Center                   | 12,907 / 12,907       | US$3,515,406   |
| 24 de setembro de 2023 | Atlanta          | Estados Unidos | Lakewood Amphitheater          | 18,758 / 18,758       | US$2,834,430   |
| 27 de setembro de 2023 | Edinburg         | Estados Unidos | Bert Ogden Arena               | 16,741 / 16,741       | US$3,771,059   |
| 28 de setembro de 2023 | Edinburg         | Estados Unidos | Bert Ogden Arena               | 16,741 / 16,741       | US$3,771,059   |
| 30 de setembro de 2023 | Arlington        | Estados Unidos | Globe Life Field               | 38,075 / 38,075       | US$10,458,075  |
| 1 de outubro de 2023   | Austin           | Estados Unidos | Moody Center                   | 11,585 / 11,585       | US$3,522,708   |
| 6 de outubro de 2023   | San José         | Estados Unidos | SAP Center                     | 12,780 / 12,780       | US$3,389,854   |
| 7 de outubro de 2023   | Sacramento       | Estados Unidos | Golden 1 Center                | 13,156 / 13,156       | US$3,771,738   |
| 8 de outubro de 2023   | São Francisco    | Estados Unidos | Chase Center                   | 12,853 / 12,853       | US$3,923,187   |
| 13 de outubro de 2023  | San Diego        | Estados Unidos | Viejas Arena                   | 17,903 / 17,903       | US$4,793,208   |
| 14 de outubro de 2023  | San Diego        | Estados Unidos | Viejas Arena                   | 17,903 / 17,903       | US$4,793,208   |
| 15 de outubro de 2023  | Fresno           | Estados Unidos | Save Mart Center               | 11,663 / 11,663       | US$2,955,548   |
| 18 de outubro de 2023  | Los Angeles      | Estados Unidos | BMO Stadium                    | 89,284 / 89,284       | US$21,470,082  |
| 19 de outubro de 2023  | Los Angeles      | Estados Unidos | BMO Stadium                    | 89,284 / 89,284       | US$21,470,082  |
| 20 de outubro de 2023  | Los Angeles      | Estados Unidos | BMO Stadium                    | 89,284 / 89,284       | US$21,470,082  |
| 22 de outubro de 2023  | Los Angeles      | Estados Unidos | BMO Stadium                    | 89,284 / 89,284       | US$21,470,082  |
| 3 de novembro de 2023  | Medellín         | Colômbia       | Estádio Atanasio Girardot      | 149,719 / 149,719     | US$17,237,833  |
| 4 de novembro de 2023  | Medellín         | Colômbia       | Estádio Atanasio Girardot      | 149,719 / 149,719     | US$17,237,833  |
| 5 de novembro de 2023  | Medellín         | Colômbia       | Estádio Atanasio Girardot      | 149,719 / 149,719     | US$17,237,833  |
| 6 de novembro de 2023  | Medellín         | Colômbia       | Estádio Atanasio Girardot      | 149,719 / 149,719     | US$17,237,833  |
| 9 de novembro de 2023  | Rio de Janeiro   | Brasil         | Estádio Olímpico Nilton Santos | 128,565 / 128,565     | US$10,836,518  |
| 10 de novembro de 2023 | Rio de Janeiro   | Brasil         | Estádio Olímpico Nilton Santos | 128,565 / 128,565     | US$10,836,518  |
| 12 de novembro de 2023 | São Paulo        | Brasil         | Estádio do Morumbi             | 135,157 / 135,157     | US$11,033,885  |
| 13 de novembro de 2023 | São Paulo        | Brasil         | Estádio do Morumbi             | 135,157 / 135,157     | US$11,033,885  |
| 16 de novembro de 2023 | São Paulo        | Brasil         | Allianz Parque                 | 190,743 / 190,743     | US$17,392,027  |
| 17 de novembro de 2023 | São Paulo        | Brasil         | Allianz Parque                 | 190,743 / 190,743     | US$17,392,027  |
| 18 de novembro de 2023 | São Paulo        | Brasil         | Allianz Parque                 | 190,743 / 190,743     | US$17,392,027  |
| 19 de novembro de 2023 | São Paulo        | Brasil         | Allianz Parque                 | 190,743 / 190,743     | US$17,392,027  |
| 23 de novembro de 2023 | Monterrey        | México         | Estádio Mobil Super            | 58,034 / 58,034       | US$7,384,549   |
| 24 de novembro de 2023 | Monterrey        | México         | Estádio Mobil Super            | 58,034 / 58,034       | US$7,384,549   |
| 26 de novembro de 2023 | Guadalajara      | México         | Estádio Tres de Marzo          | 33,620 / 33,620       | US$4,602,151   |
| 27 de novembro de 2023 | Guadalajara      | México         | Estádio Tres de Marzo          | 33,620 / 33,620       | US$4,602,151   |
| 30 de novembro de 2023 | Cidade do México | México         | Foro Sol                       | 347,923 / 347,923     | US$28,474,828  |
| 1 de dezembro de 2023  | Cidade do México | México         | Foro Sol                       | 347,923 / 347,923     | US$28,474,828  |
| 2 de dezembro de 2023  | Cidade do México | México         | Foro Sol                       | 347,923 / 347,923     | US$28,474,828  |
| 3 de dezembro de 2023  | Cidade do México | México         | Foro Sol                       | 347,923 / 347,923     | US$28,474,828  |
| 12 de dezembro de 2023 | Monterrey        | México         | Estádio Mobil Super            | [ d ]                 | [ d ]          |
| 16 de dezembro de 2023 | Cidade do México | México         | Foro Sol                       | [ e ]                 | [ e ]          |
| 17 de dezembro de 2023 | Cidade do México | México         | Foro Sol                       | [ e ]                 | [ e ]          |
| 21 de dezembro de 2023 | Cidade do México | México         | Estádio Azteca                 | 45,489 / 45,489       | US$4,270,697   |
| Total                  | Total            | Total          | Total                          | 1,611,982 / 1,611,982 | US$231,733,992 |

## Créditos
| Direção criativa e produção - Anahí – artista principal, produtora executiva - Christian Chávez – artista principal, produtor executivo - Christopher Uckermann – artista principal, produtor executivo, diretor criativo - Dulce María – artista principal, produtora executiva - Maite Perroni – artista principal, produtora executiva - Guillermo Rosas – empresário, produtor executivo - Marilyn Saidman – diretora de turnê - Marciano Agabon – gerente de turismo - Melody Marie – gerente de turnê - Kara Saun – consultora criativa - 8&1 Criativo – gerenciamento de palco - Blank Wall Creative – produção e design do show - Gustavo Matta – figurinista - Pablo Palomeque – figurinista - Jerry Budar – audiovisual - Edwin Rodriguez – fotógrafo - Israel García – fotógrafo - Alejandro Martinez – segurança pessoal de Anahí - Lupo – segurança pessoal de Dulce María Banda - Giorgio Torelli – diretor e produtor musical - Alex Gómez Rodríguez – baterista - Charly Rey – guitarra, violão - Ivan Barrera – violinista, baixista, contrabaixista - Luis Emilio "Catire" Mauri Arreaza – percussão - Marco Rojas – guitarrista - Sandy Domínguez – backing vocal - Mariano – backing vocal - Arturo de La Fuente - backing vocal | Coreografia - Jason Young – diretor criativo, coreógrafo - Travis Shirley – diretor criativo, coreógrafo - Memo Martinez – coreógrafo - Paul Kirkland – coreógrafo - Edson Juarez – coreógrafo Dançarinos - Allie Laliberte - Joavanie Santiago - Jonah Almanzar - Mariah Spears - Phoebe Raye - Simrin Player - Terrance Barksdale Jr. - Tommy Green Promoção turística - Live Nation Entertainment Merchandising - AT&T Uma criação de - T6H Entertainment - Souls Productions - Creative Artists Agency (CAA) |